# Plakousa
Plakousa es un género de foraminífero bentónico considerado como nomen nudum e invalidado, y, aunque de estatus incierto, podría ser perteneciente al suborden Allogromiina del orden Allogromiida. No fue asignada su especie tipo, aunque Plakousa subrotundata podría ser considerada como tal. Su rango cronoestratigráfico abarcaba el Holoceno.

## Discusión
Plakousa fue originalmente incluido en el grupo llamado Nus, junto con otros géneros de pared orgánica.

## Clasificación
Plakousa incluía a las siguientes especies:
- Plakousa elongata
- Plakousa subrotundata